# Dekanat Frombork
Dekanat Frombork – jeden z 33 dekanatów w rzymskokatolickiej archidiecezji warmińskiej.

## Parafie
W skład dekanatu wchodzi 6 parafii:
- parafia Nawiedzenia NMP – Błudowo
- parafia Przenajświętszej Trójcy – Chruściel
- parafia Wniebowzięcia NMP – Frombork
- parafia św. Małgorzaty – Pierzchały
- parafia św. Katarzyny – Płoskinia
- parafia Wszystkich Świętych – Wielkie Wierzno

## Sąsiednie dekanaty
Braniewo, Elbląg – Północ (diec. elbląska), Pasłęk I (diec. elbląska), Pieniężno.